# یواس‌اس ماناسکان (ای‌جی-۳۶)
یواس‌اس ماناسکان (ای‌جی-۳۶) (به انگلیسی: USS Manasquan (AG-36)) یک کشتی بود که طول آن ۲۶۱ فوت (۸۰ متر) بود. این کشتی در سال ۱۹۱۸ ساخته شد.